# Nagradit (posmertno)
Nagradit (posmertno) (russisk: Наградить (посмертно)) er en sovjetisk spillefilm fra 1986 af Boris Grigorjev.

## Medvirkende
- Aleksandr Timosjkin som Jurij Sosnin
- Jevgenij Leonov-Gladysjev som Andrej Kalasjnikov
- Marina Levtova som Irina Aleksejeva
- Georgij Jumatov som Kirill Sergejevitj
- Marina Jakovleva som Olja